# Herreruela de Castillería
Herreruela de Castillería es una localidad y pedanía española del municipio de Cervera de Pisuerga, perteneciente a la provincia de Palencia, en la comunidad autónoma de Castilla y León.

## Geografía
Está a pocos kilómetros de Cervera de Pisuerga, la capital municipal, y al sur de sierra de Híjar. Sus habitantes son conocidos como cachizos

## Historia
Antaño tuvo ayuntamiento propio. Hasta la reforma de la nomenclatura municipal de 1916 el municipio se llamaba simplemente Herreruela. En dicha fecha su nombre fue modificado por el de Herreruela de Castillería.
El municipio de Herreruela de Castillería en diciembre de 1977, al decretarse su anexión al término municipal de Cervera de Pisuerga.

## Demografía
| Gráfica de evolución demográfica de Herreruela de Castillería entre 1842 y 1970 |
| |
| Población de derecho según los censos de población del INE Población de hecho según los censos de población del INEEn estos censos se denominaba Herreruela: 1842, 1857, 1860, 1877, 1887, 1897, 1900 y 1910 Entre el censo de 1981 y el anterior, este municipio desaparece porque se integra en el municipio 34056 (Cervera de Pisuerga) |

Evolución de la población en el siglo XXI
| Gráfica de evolución demográfica de Herreruela de Castillería entre 2000 y 2020 |
|                                                                                 |
| Población de derecho (2000-2020) según el padrón municipal del INE              |